# Anne Braden
Pour les articles homonymes, voir Braden.
Anne McCarty Braden (28 juillet 1924 – 6 mars 2006) est une militante pour l'égalité raciale aux États-Unis. Née à Louisville, Kentucky, elle est élevée dans la cité strictement ségrégationniste d'Anniston en Alabama. Anne Braden grandit dans une famille de la classe moyenne blanche qui accepte complètement les principes racistes du sud des États-Unis. Faisant partie de l'Église épiscopale des États-Unis, Braden est gênée par la ségrégation raciale, mais elle ne la rejette pas jusqu'à ses années d'université au Randolph-Macon Woman’s College de Virginie. Après avoir travaillé dans des journaux à Anniston et Birmingham, en Alabama, elle retourne dans le Kentucky pour écrire pour le Louisville Times. Elle y rencontre et épouse en 1948 son collègue journaliste Carl Braden, un syndicaliste de gauche. Elle devient partisan du mouvement des droits civiques à une époque où cela était impopulaire parmi les américains blancs des États du Sud.

## Premières années de militantisme
En 1948, Anne et Carl Braden se plongent dans la campagne d'Henry Wallace pour la présidence des États-Unis. Juste après la défaite de Wallace, ils quittent le journalisme traditionnel pour utiliser leur talents d'écriture pour la branche gauchiste du syndicalisme à travers le syndicat FE (Farm and Equipment Workers) Union.
Malgré la désaffection et la perte de militants des syndicats de l'après-guerre, la cause des droits civiques devient brûlante. En 1950, Anne Braden prend la tête d'une marche déségrégationniste contre un hôpital du Kentucky. Elle est arrêtée pour la première fois en 1951 quand elle mène une délégation de femmes blanches organisée par le Mouvement des droits civiques au Mississippi pour protester contre l'exécution de Willie McGee (en), un noir américain condamné pour le viol d'une femme blanche.

## L'affaire Wade
En 1954, les Wade, une famille noire américaine qui connaissait les Braden à travers l'association des droits civiques, les approchent avec une proposition qui allait modifier grandement les vies des personnes impliquées. Comme beaucoup d'autres américains après la Seconde Guerre mondiale, Andrew Wade voulait acheter une maison en banlieue. À cause des pratiques de ségrégationnistes, les Wade cherchaient depuis plusieurs mois sans succès à acquérir une maison. Les Braden, qui n'ont jamais failli à leur soutien pour les droits civiques, décidèrent d'acheter une maison pour les Wade. Le 15 mai 1954, Andrew Wade et sa femme Charlotte passent leur première nuit dans leur nouvelle maison de Shively dans la banlieue de Louisville. Lorsqu'ils découvrirent que des noirs avaient emménagé dans leur quartier, des voisins blancs brûlèrent une croix devant la maison, tirèrent dans les fenêtres et condamnèrent les Braden pour avoir acheté une maison à la place des Wade. Leurs peurs avaient peut-être été attisées par la décision de la Cour Suprême des États-Unis deux jours plus tôt de condamner une école de Topeka au Kansas pour ségrégation, dans l'arrêt Brown v. Board of Education. Six semaines plus tard, la maison des Wade est dynamitée un soir pendant que les occupants étaient sortis. Un proche des Wade et des Braden, Vernon Brown, est inculpé pour cette explosion, les vrais poseurs de bombes ne sont quant à eux jamais recherchés. L'enquête se détourne des violences raciales pour se focaliser sur des personnes ayant aidé les Wade et qui avaient une supposée relation avec le Parti Communiste américain. Les ségrégationnistes accusèrent ces communistes d'avoir orchestré l'explosion dans le but de lever des fonds pour la lutte raciale, sans que cela soit prouvé. Malgré cela, en octobre 1954, Anne et Carl Braden ainsi que cinq autres blancs sont inculpés de sédition. Après un procès médiatisé, Carl Braden perçu comme le chef, est condamné pour sédition et condamné à 15 ans d'emprisonnement. Anne et les autres coaccusés s'attendent à un même jugement, alors que Carl a déjà effectué huit mois de sa peine et qu'il est sorti sous une caution de 40 000 dollars, lorsqu'une décision de la Cour Suprême invalide les lois sur la sédition. Toutes les accusations sont levées et les Wade reviennent à Louisville.

## Les suites
Bannis par les employeurs locaux, les Braden deviennent organisateurs de terrain pour l'association basée à la Nouvelle Orléans Southern Conference Educational Fund. Cette petite association de défense des droits civiques avait pour mission de rechercher l'adhésion des blancs du sud au mouvement trop isolé. Dans les années avant que les actions fassent la une des médias nationaux, les Braden créent leur propre journal. En 1958, Anne Braden écrit The Wall Between, une autobiographie relatant leur procès pour sédition. C'est l'un des seuls livres de cette époque à dévoiler la psychologie du racisme blanc du sud des États-Unis et il a été acclamé par plusieurs défenseurs des Droits de l'Homme comme Martin Luther King et Eleanor Roosevelt.
Les Braden ont trois enfants : James, né en 1951, diplômé en 1980 de l'Harvard Law School (où il précède Barack Obama au poste de rédacteur de la revue Harvard Law Review), pratique le droit pendant 25 ans à San Francisco en Californie. Elizabeth, née en 1960, travaille en tant qu'enseignante dans plusieurs pays du monde et est depuis 2006 en Éthiopie. Anita, née en 1953, est décédée d'une insuffisance pulmonaire à l'âge de 11 ans. Durant l'éducation de leurs enfants, les Braden sont restés profondément impliqués dans la cause des droits civiques et dans les autres mouvements sociaux des années 1960 et 1970.
À la mort de Carl en 1975, Anne Braden est restée très active dans l'antirascisme. Elle fut active dans le milieu associatif, la lutte anti-nucléaire ainsi que dans les deux campagnes électorales de Jesse Jackson pour la présidence.
Entre les années 1980 et 2000, elle écrit pour les magazines Southern Exposure, Southern Changes, le National Guardian (en) et Fellowship.
Dans ses dernières années, son activité se concentre sur sa ville de Louisville.
Pendant presque 60 années d'activité, Anne Braden a pris part à presque chacun des mouvements sociaux américains et son message à chacun d'eux fut le rôle central du racisme et la responsabilité des blancs pour le combattre.